# Bastaji (Czarnogóra)
Bastaji (cyr. Бастаји) – wieś w Czarnogórze, w gminie Nikšić. W 2011 roku liczyła 174 mieszkańców.